# Marlenheim
Marlenheim è un comune francese di 4 230 abitanti situato nel dipartimento del Basso Reno nella regione del Grand Est.

## Società

### Evoluzione demografica
Abitanti censiti